# Turquia al Festival de la Cançó d'Eurovisió 2012
| Edició                 | 2012                         |
| Television implicada   | TRT                          |
| Nom de la preselecció  | Can Bonomo                   |
| Dates                  | 2012                         |
| Format                 | Elecció interna de l'artista |
| Presentadors           |                              |
| Nombre de participants | Can Bonomo                   |

L'ens públic turc torna a optar per escollir internament el seu representant pel Festival de 2012.
La TRT va obrir una enquesta online al seu web oficial perquè els internautes poguessin proposar els seus artistes favorits perquè representin Turquia al Festival de 2012. Aquest any, malgrat la demanda de molts artistes que l'ens turc organitzés una preselecció oberta, l'elecció d'artista i cançó continuen depenent completament de la TRT.

## Candidats

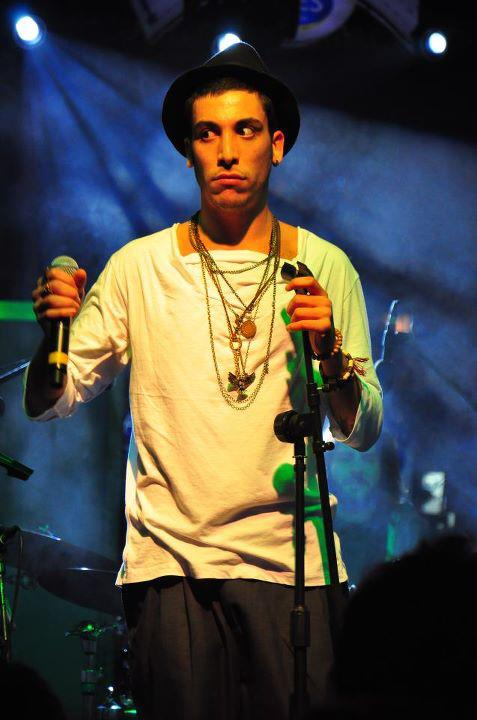
Can Bonomo

L'ens turc va anunciar el 9 de gener de 2012 que havia escollit a Can Bonomo perquè representi Turquia al Festival de 2012. La cançó serà presentada posteriorment pel mateix artista.